# Tabernaemontana elegans
A Tabernaemontana elegans, comummente conhecida como mcau-mcau , trata-se de uma  árvore de pequeno porte, originária da costa oriental africana.

## Etimologia
Do que toca ao nome científico:
- O nome genérico, Tabernaemontana, foi cunhado em homenagem ao botânico e herbalista alemão do séc. XVI, James Theodore, conhecido pela alcunha «Tabernaemontanus»;[4]
- O epíteto específico, elegans, provém do étimo latino clássico ēlĕgans, que significa «elegante; belo; fino»[5]

Quanto ao nome comum, «mcau-mcau», patente no português de Moçambique, este tem origem na língua macua.

## Descrição
Trata-se de uma árvore de pequeno porte ou de uma planta arbustiva de grandes dimensões.
Do que toca ao tronco, é de tacto liso e de coloração castanho-clara, exibindo inúmeras fissuras. Caracteriza-se também pela seiva leitosa, como látex, que pode brotar de qualquer parte da planta.
As folhas são perenes. Caracterizam-se por serem opostas, no que toca ao posicionamento; elípticas, no que toca ao formato; e verde-escuras e luzidias, no que toca à coloração. Geralmente, mostram-se glabras nas duas faces das folhas, contando com 12 a 13 sulcos laterais, geralmente rectos, com ligeira curvatura à medida que se aproximam da margem.
A mcau-mcau tem flores brancas, de fragrância redolente, dispostas em corimbos frouxos. As corolas são de uma coloração que alterna entre o branco, o creme e o amarelo-pálido. Floresce de Outubro a Fevereiro.
O fruto desta espécie é lenhoso, com uma configuração ovóide e oblíqua, dispondo-se aos pares. Estes frutos podem chegar aos 8 centímetros de comprimento, assumindo uma coloração esverdeada, sarapintada por pequenas protuberâncias acastanhadas. As sementes, por seu turno, são vermelhas e comestíveis.

## Distribuição
Marca presença na costa oriental africana, desde a Somália ao Zimbabué e de Moçambique até à África do Sul.

### Ecologia
Privilegia as florestas situadas a baixas altitudes e os terrenos ribeirinhos. Também surge frequentemente nas cercanias das zonas costeiras e até em dunas.